# Liste der Naturdenkmale in Roßbach (Wied)
Die Liste der Naturdenkmale in Roßbach nennt die im Gemeindegebiet von Roßbach ausgewiesenen Naturdenkmale (Stand 9. Oktober 2013).

## Naturdenkmale
| Nr.         | Bezeichnung              | Lage                                            | Beschreibung | Bild                                    |
| ----------- | ------------------------ | ----------------------------------------------- | ------------ | --------------------------------------- |
| ND-7138-472 | Linde an der Feldkapelle | südwestlich des Ortes; Flur Ober Rothsheck Lage | Tilia sp.    | Direkt Bild zu diesem Denkmal hochladen |